# Videocracy
Pour plus de détails, voir Fiche technique et Distribution.
Videocracy est un documentaire réalisé en 2009 par Erik Gandini pour la télévision italienne. Il traite de la culture et la politique en Italie, dominées par Silvio Berlusconi. Gandini a inventé l'expression « Le Mal de la banalité » pour décrire le phénomène culturel du berlusconisme, en référence à l'expression d'Hannah Arendt : « la banalité du Mal ».

## Synopsis

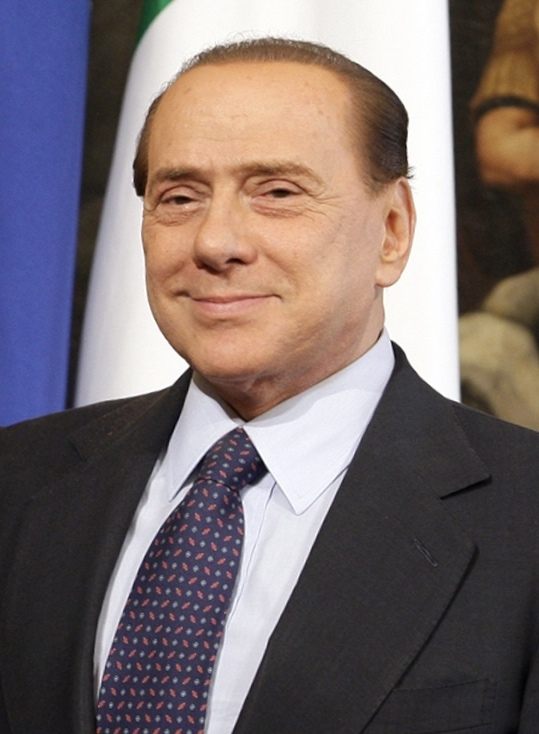
Photographie de Silvio Berlusconi, personnalité à l’origine du berlusconisme dont traite Videocracy

Le phénomène italien des velines est illustré. Un jeune mécanicien, Ricky, culturiste et chanteur, rêve de devenir une star de la télévision. Il se plaint du fait que ce soit plus difficile pour un garçon. L'agent de télévision Lele Mora déclare avec admiration que Berlusconi ressemble à Benito Mussolini. Le paparazzi Fabrizio Corona prend des photos embarrassantes de célébrités et leur demande de l'argent pour ne pas les publier. Il explique qu'il est une réincarnation de Robin des Bois : il vole les riches, mais garde l'argent pour lui. Sa condamnation pour extorsion de fonds le rend encore plus célèbre, et encore plus riche. L'un et l'autre sont des proches de Berlusconi.
Cette satire de la télévision italienne analyse le pouvoir de l'image et du petit écran, en Italie où l'emprise de Silvio Berlusconi sur les chaînes de télévision privées de son pays vient à l'appui de sa fonction politique de président du Conseil.

## Fiche technique
- Titre : Videocracy
- Réalisation : Erik Gandini
- Scénario : Erik Gandini
- Musique : Krister Linder, Johan Söderberg et David Österberg
- Photographie : Manuel Alberto Claro et Lukas Eisenhauer
- Montage : Johan Söderberg
- Production : Axel Arnö, Erik Gandini et Mikael Olsen
- Société de production : Atmo Media Network, Zentropa, Sveriges Television, BBC Storyville, Danmarks Radio et Yle
- Pays :  Suède,  Royaume-Uni,  Danemark et  Finlande
- Genre : Documentaire
- Durée : 85 minutes
- Dates de sortie : 
  -  Suède : 28 août 2009

## Réception du film
Peu de temps après sa première projection en Suède, le film a été présenté à la 66e Mostra de Venise où il a fait impression[réf. nécessaire].
La bande-annonce du film a été interdite par la plupart des chaines de la télévision italienne.
Videocracy a remporté des prix au Festival international du film de Toronto, Sheffield Doc/Fest, le Golden Graal awards, et le Tempo Documentary Award de 2010. Videocracy a été largement diffusé à l'étranger, projeté en salles aux États-Unis, au Royaume-Uni, aux Pays-Bas, en France, Pologne, Suède, , etc. En Italie, où il a été projeté dans 90 salles le week-end du 4 septembre 2009, Videocracy est arrivé e position du classement des films[réf. nécessaire].